# Чёрный (приток Созьвы)
Чёрный — ручей в России, протекает по Республике Коми. Устье находится на 64 км левого берега реки Созьва. Длина — составляет 56 км. Формируется в болоте Океан-Нюр на высоте около 46 метров.

## Данные водного реестра
По данным государственного водного реестра России относится к Двинско-Печорскому бассейновому округу, водохозяйственный участок реки — Печора от водомерного поста Усть-Цильма и до устья, речной подбассейн реки — бассейны притоков Печоры ниже впадения Усы. Речной бассейн реки — Печора.
По данным геоинформационной системы водохозяйственного районирования территории РФ, подготовленной Федеральным агентством водных ресурсов:
- Код водного объекта в государственном водном реестре — 03050300212103000081854
- Код по гидрологической изученности (ГИ) — 103008185
- Код бассейна — 03.05.03.002
- Номер тома по ГИ — 03
- Выпуск по ГИ — 0